# Rallye du Portugal 1973
Le Rallye du Portugal 1973 (7e Rallye TAP Internacional), disputé du 13 au 18 mars 1973, est la troisième manche du championnat du monde des rallyes 1973 (WRC), inauguré cette même année.

## Contexte avant la course

### Le championnat du monde
1973 est la première année du Championnat Mondial des Rallyes pour Marques, qui a succédé au 'Championnat d'Europe des Rallyes pour Marques' (1968 à 1972). Constitué de treize épreuves internationales, il est réservé aux voitures des catégories suivantes :
- Groupe 1 : voitures de tourisme de série
- Groupe 2 : voitures de tourisme spéciales
- Groupe 3 : voitures de grand tourisme de série
- Groupe 4 : voitures de grand tourisme spéciales

À l'issue des deux premières manches hivernales, Alpine-Renault est en tête du classement provisoire, grâce à la victoire de Jean-Claude Andruet à Monte-Carlo et la troisième place de Jean-Luc Thérier en Suède. Son principal adversaire est Fiat, qui a également prévu de disputer la majorité des épreuves, mais le constructeur italien n'a pas obtenu de résultat probant en ce début de saison. Grâce à la victoire de Stig Blomqvist en Suède, Saab occupe provisoirement la seconde place du championnat, mais la marque suédoise ne disputera que quelques épreuves spécifiques et ne constitue pas une menace pour le titre mondial.

### L'épreuve
Le rallye du Portugal, également appelé rallye TAP, fut créé en 1967, à l'initiative de la compagnie aérienne TAP et de César Torres, organisateur et cheville ouvrière de la course. En quelques années, cette épreuve a acquis une renommée internationale de par son parcours très sélectif et une organisation sans faille. Tout comme le Rallye Monte-Carlo, un long parcours de concentration à travers l'Europe précède le parcours sélectif. Ce dernier se déroule intégralement au Portugal et comprend de nombreuses épreuves spéciales, principalement sur terre, où la fiabilité des voitures est soumise à rude épreuve. Auparavant couru en octobre, le rallye TAP se déroule pour la première fois en mars.

## Le parcours
- départ : 13 mars 1973 (choix entre onze villes de départ)
- arrivée : 18 mars 1973 à Estoril
- distance : entre 4300 et 4800 km, dont 387,5 km sur 32 épreuves spéciales (27 sur terre battue et 5 sur asphalte[3])
- surface : asphalte et terre
- Parcours comprenant un parcours de concentration et un parcours commun divisé en quatre étapes[4]

### Parcours de concentration
- onze parcours possibles (entre 1500 et 2000 km, environ[1]), du 13 au 15 mars :

1. Vienne - Coimbra
2. Copenhague - Coimbra
3. Londres - Coimbra
4. Amsterdam - Coimbra
5. Francfort - Coimbra
6. Milan - Coimbra
7. Bruxelles - Coimbra
8. Paris - Coimbra
9. Madrid - Coimbra
10. Porto - Coimbra
11. Lisbonne - Coimbra

### Parcours commun
- quatre étapes, du 15 au 18 mars :

1. Coimbra - Ofir (419,8 km, 1 épreuve spéciale)
2. Ofir - Lisbonne (489,8 km, 4 épreuves spéciales)
3. Lisbonne - Viana do Castelo (862 km, 12 épreuves spéciales)
4. Viana do Castelo - Estoril (1048,8 km, 15 épreuves spéciales)

## Les forces en présence
79 équipages sont au départ de la course, dont de nombreux pilotes amateurs locaux. Sept constructeurs sont représentés officiellement :
- Alpine-Renault

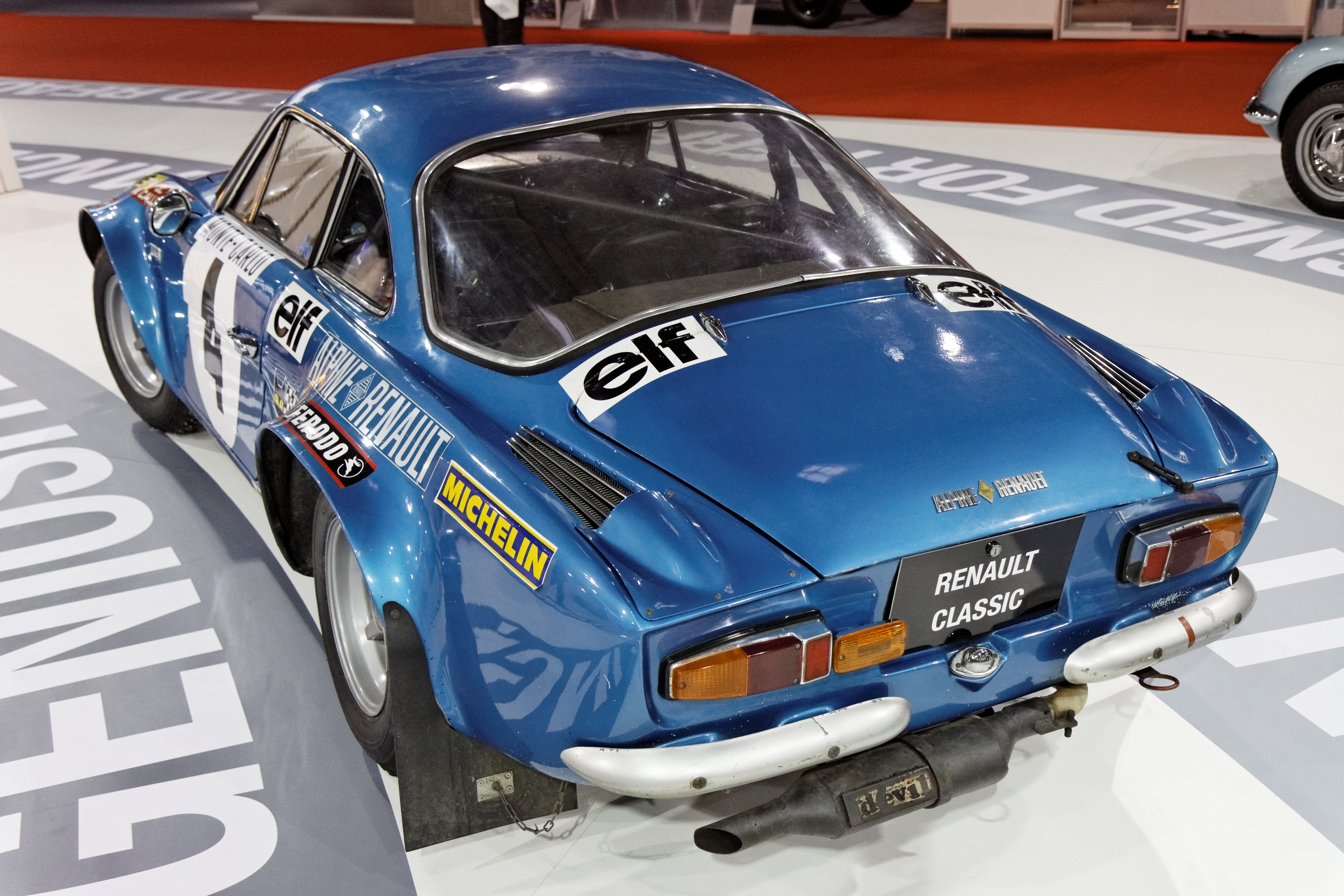
Les Alpine A110 groupe 4 sont de sérieuses prétendantes à la victoire

L'usine a engagé trois berlinettes A110 groupe 4 (1 800 cm3, 172 ch, 710 kg). Elles sont pilotées par Jean-Pierre Nicolas (copilote Michel Vial), Bernard Darniche (copilote Alain Mahé) et Jean-Luc Thérier (copilote Jacques Jaubert). Bénéficiant d'un rapport poids/puissance avantageux, la berlinette fait partie des favorites; Nicolas avait dominé l'épreuve en 1972 avant d'abandonner sur ennuis mécaniques. Les Alpine officielles sont équipées de pneus Michelin et partiront de Lisbonne. On note également la présence d'une A110 privée pilotée par le Portugais António Borges.
- BMW

Vainqueur l'année précédente, le pilote Achim Warmbold, copiloté par John Davenport, dispose à nouveau d'une BMW 2002 groupe 2 désormais équipée d'un moteur 'seize soupapes' (2 000 cm3, 220 ch, 950 kg), une des voitures les plus puissantes du plateau. Bien qu'engagée à titre privé, la voiture de Warmbold (qui partira de Lisbonne) est préparée par l'usine. À ses côtés, le pilote suédois Leif Asterhag pilote une version moins poussée (185 ch), engagée par BMW-Suède.
- Citroën

Le constructeur français a engagé deux DS 23 groupe 2 à carburateurs (2 450 cm3, 200 ch, 1180 kg) pour les équipages Francisco Romãozinho - José Bernardo et Richard Bochnicek - Sepp-Dieter Kernmayer. Lourdes, ces voitures ne comptent pas parmi les plus rapides mais peuvent espérer un bon résultat grâce à leur robustesse et à l'avantage procuré par la suspension hydraulique sur les terrains rocailleux.
- Datsun

Chris Slater (copiloté par Bob de Jong) et António Carlos Oliveira (copiloté par Barata), disposent de Datsun 240 Z groupe 4 (2 400 cm3, 230 ch, 1050 kg), engagées à titre privé.
- Fiat

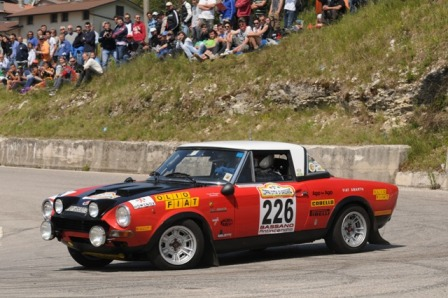
Un spider Fiat 124 groupe 4 lors d'une manifestation historique

Trois spiders 124 rallye groupe 4 (1 750 cm3, 168 ch, 960 kg) ont été engagés par l'usine pour les équipages Björn Waldegård - Hans Thorszelius, Raffaele Pinto - Arnaldo Bernacchini et Alcide Paganelli - "Ninni" Russo. L'importateur Fiat au Portugal aligne trois voitures identiques pour les équipages locaux Luís Netto - Manuel Coentro, Mário Figueiredo - Carlos Barata et les frères Albino. Les Fiat sont équipées de pneus Pirelli et partiront de Lisbonne.
- Toyota

Ex-pilote Alpine, le Suédois Ove Andersson a été engagé par le constructeur japonais pour diriger le département compétition Toyota-Europe (basé à Bruxelles), en vue des rallyes européens. Copiloté par Jean Todt, il s'aligne ici sur une Toyota Celica groupe 2 (1 600 cm3, 135 ch, 1050 kg).
- Volkswagen

Le constructeur allemand a engagé quatre 1303 S groupe 2 (1 600 cm3, 128 ch, boîte 5 vitesses, différentiel autobloquant) préparées par Porsche-Salzburg. Elles sont confiées à Harry Källström (copilote Claes Billstam), Tony Fall (copilote Mike Wood), Herbert Grünsteidl (copilote Georg Hopf) et Georg Fischer (copilote Hans Siebert). Équipées de pneus Pirelli, elles partiront de Paris.

## Déroulement de la course

### Parcours de concentration
79 équipages prennent le départ de la course le mardi 13 mars, de onze villes européennes différentes. Le parcours de concentration ne présente pas de difficulté majeure et ne comporte aucun secteur chronométré. Les concurrents se regroupent à Coimbra d'où sera donné le départ de la première étape du parcours commun.

### Parcours commun

#### Première étape: Coimbra - Ofir

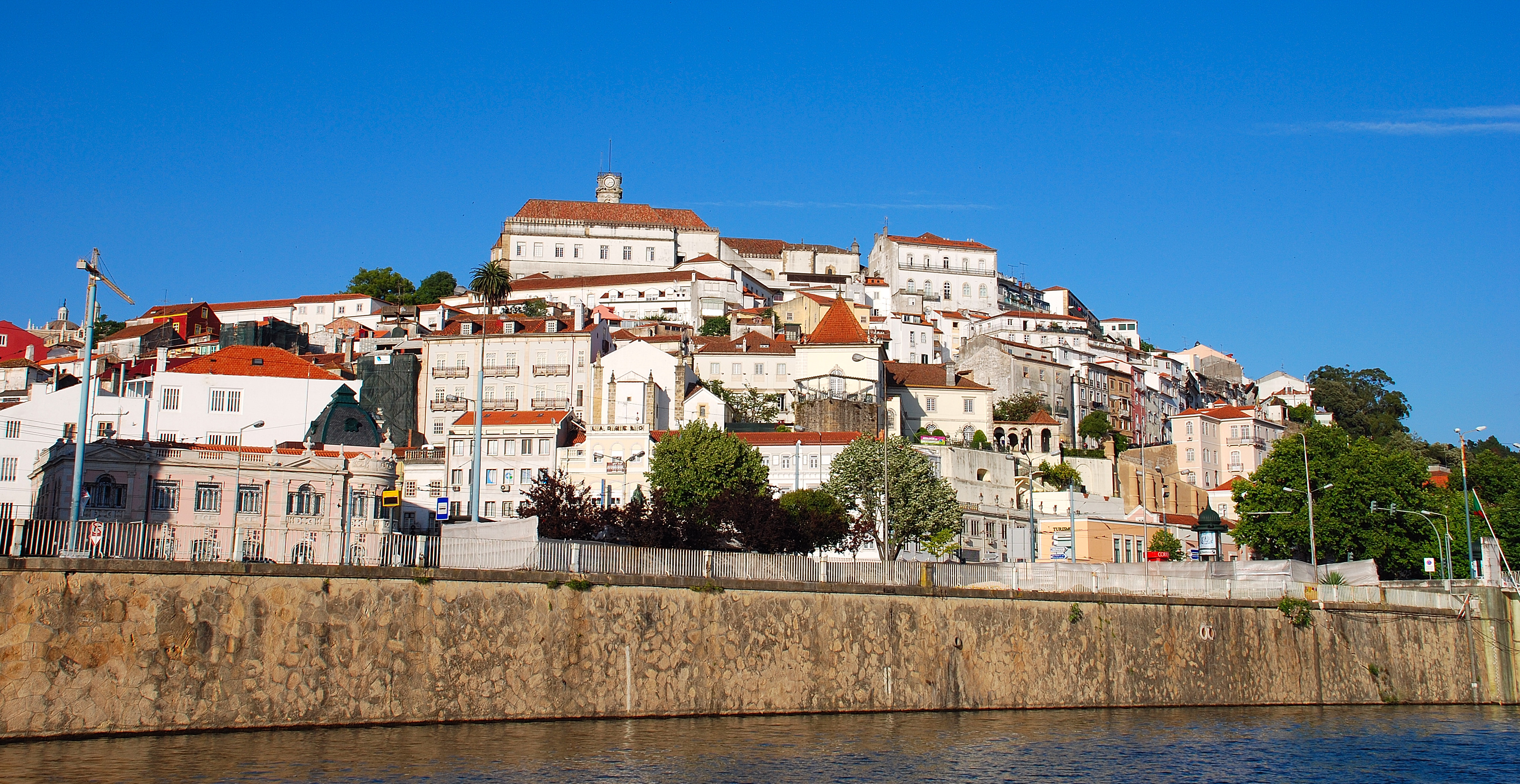
La ville de Coimbra, au centre du Portugal, point de départ de la première étape.

Longue d'un peu plus de 400 kilomètres, la première étape emmène les concurrents au nord du Portugal. Elle comporte un seul secteur chronométré, une spéciale de 8 kilomètres sur terre battue près de Viseu, établissant un premier classement et déterminant l'ordre de départ de la seconde étape, enjeu important pour les favoris dans la mesure où les premiers sur la piste ne seront pas gênés par la poussière dans les tronçons suivants. Les trois Alpine officielles s'y montrent à leur avantage, Bernard Darniche devançant de quelques secondes ses coéquipiers Jean-Pierre Nicolas et Jean-Luc Thérier. Achim Warmbold, sur sa BMW d'usine, réalise également une bonne performance, réalisant le même temps que Nicolas. Les Fiat de Björn Waldegård et d'Alcide Paganelli sont un peu en retrait, à une dizaine de secondes de Darniche.
| Pos. | Pilote              | Copilote            | Voiture              | Temps      | Écart  | Groupe |
| ---- | ------------------- | ------------------- | -------------------- | ---------- | ------ | ------ |
| 1    | Bernard Darniche    | Alain Mahé          | Alpine A110 1800     | 5 min 36 s |        | 4      |
| 2    | Jean-Pierre Nicolas | Michel Vial         | Alpine A110 1800     | 5 min 39 s | + 3 s  | 4      |
| 2=   | Achim Warmbold      | John Davenport      | BMW 2002 Tii         | 5 min 39 s | + 3 s  | 2      |
| 4    | Jean-Luc Thérier    | Jacques Jaubert     | Alpine A110 1800     | 5 min 41 s | + 5 s  | 4      |
| 5    | Björn Waldegård     | Hans Thorszelius    | Fiat 124 Rallye 1800 | 5 min 46 s | + 10 s | 4      |
| 6    | Alcide Paganelli    | ‘Ninni’ Russo       | Fiat 124 Rallye 1800 | 5 min 47 s | + 11 s | 4      |
| 6=   | Leif Asterhag       | Anders Gullberg     | BMW 2002 Tii         | 5 min 47 s | + 11 s | 2      |
| 8    | Ove Andersson       | Jean Todt           | Toyota Celica        | 5 min 54 s | + 18 s | 2      |
| 9    | Mário Figueiredo    | Carlos Barata       | Fiat 124 Rallye 1800 | 5 min 57 s | + 21 s | 4      |
| 10   | Raffaele Pinto      | Arnaldo Bernacchini | Fiat 124 Rallye 1800 | 5 min 58 s | + 22 s | 4      |

#### Deuxième étape: Ofir - Lisbonne
La seconde étape est longue de près de cinq cents kilomètres, ramenant les concurrents au sud en passant près de Porto et d'Aveiro. Le départ de est donné en début d'après-midi, après une nuit et une matinée de repos pour les concurrents. Quatre secteurs chronométrés sont au programme de la journée, deux sur asphalte puis deux sur terre battue. Les épreuves sur goudron sont dominées par les Alpine, qui prennent chaque fois les trois premières places. Vainqueur à deux reprises, Jean-Luc Thérier revient à deux secondes de Bernard Darniche au classement général. L'épreuve spéciale suivante, disputée sur terre, redonne l'avantage à Darniche tandis qu'Achim Warmbold, auteur du deuxième chrono avec sa BMW 2002, se rapproche à une seconde de Jean-Pierre Nicolas, troisième au général. Dans la soirée, à l'approche de Lisbonne, le parcours de liaison passe par Sintra, empruntant une rampe pavée étroite et difficile, redoutée par les pilotes. La moyenne imposée est pratiquement impossible à respecter, et tous les favoris de la course vont écoper de deux minutes de pénalisation. La dernière épreuve spéciale de la journée, remportée par la Fiat de Paganelli, permet à Warmbold de s'emparer de la troisième place au détriment de Nicolas. En tête, Darniche termine l'étape avec huit secondes d'avance sur Thérier. Les trois Fiat d'usine, emmenées par Björn Waldegård, comptent déjà une minute de retard.

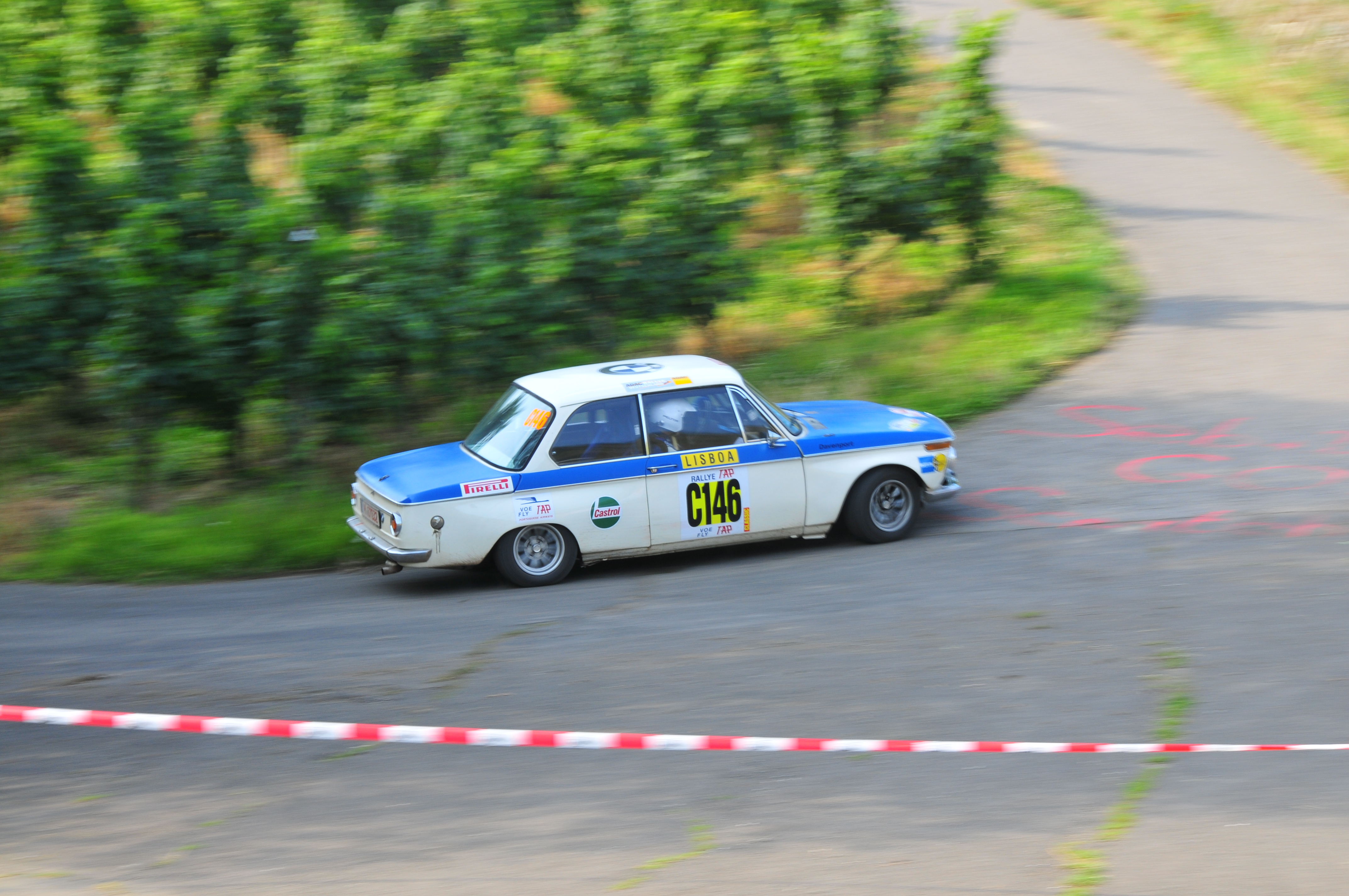
La BMW 2002 (ici lors d'une course historique), principale concurrente des Alpine au Portugal

| Pos. | Pilote                 | Copilote            | Voiture              | Temps       | Écart        | Groupe |
| ---- | ---------------------- | ------------------- | -------------------- | ----------- | ------------ | ------ |
| 1    | Bernard Darniche       | Alain Mahé          | Alpine A110 1800     | 29 min 27 s |              | 4      |
| 2    | Jean-Luc Thérier       | Jacques Jaubert     | Alpine A110 1800     | 29 min 35 s | + 8 s        | 4      |
| 3    | Achim Warmbold         | John Davenport      | BMW 2002 Tii         | 29 min 55 s | + 28 s       | 2      |
| 4    | Jean-Pierre Nicolas    | Michel Vial         | Alpine A110 1800     | 30 min 07 s | + 40 s       | 4      |
| 5    | Björn Waldegård        | Hans Thorszelius    | Fiat 124 Rallye 1800 | 30 min 27 s | + 1 min 00 s | 4      |
| 6    | Alcide Paganelli       | ‘Ninni’ Russo       | Fiat 124 Rallye 1800 | 30 min 28 s | + 1 min 01 s | 4      |
| 7    | Raffaele Pinto         | Arnaldo Bernacchini | Fiat 124 Rallye 1800 | 30 min 29 s | + 1 min 02 s | 4      |
| 7=   | Leif Asterhag          | Anders Gullberg     | BMW 2002 Tii         | 30 min 29 s | + 1 min 02 s | 2      |
| 9    | Ove Andersson          | Jean Todt           | Toyota Celica        | 31 min 05 s | + 1 min 38 s | 2      |
| 9=   | Mário Figueiredo       | Carlos Barata       | Fiat 124 Rallye 1800 | 31 min 05 s | + 1 min 38 s | 4      |
| 11   | Américo da Silva Nunes | António Morais      | Porsche Carrera      | 31 min 28 s | + 2 min 01 s | 4      |
| 12   | Tony Fall              | Mike Wood           | Volkswagen 1303 S    | 31 min 31 s | + 2 min 04 s | 2      |

#### Troisième étape: Lisbonne - Viana do Castelo
Avec la troisième étape, longue de près de neuf cents kilomètres et comportant douze secteurs chronométrés, principalement sur terre battue, apparaissent les terrains difficiles. Au départ de Lisbonne, en milieu de journée, il reste soixante-huit équipages à s'élancer vers Viana do Castelo, au nord du pays, tous les favoris restant encore en course. Disputée sur goudron, la première épreuve spéciale confirme la supériorité des Alpine sur ce terrain, Bernard Darniche, Jean-Luc Thérier et Jean-Pierre Nicolas dominant une nouvelle fois leurs adversaires. S’enchaînent ensuite les tronçons alternant terre et rocaille, où les berlinettes font également preuve d'une impressionnante agilité et se montrent systématiquement les plus rapides. Thérier remporte les deux premiers tronçons sur terre, puis Darniche réalise un véritable festival, enlevant huit spéciales d'affilée. Malgré une crevaison lui ayant coûté une minute de pénalisation et la perte momentanée du leadership au profit de Thérier, Darniche achève l'étape avec près de deux minutes d'avance sur son coéquipier. Remonté à la troisième place après l'épreuve d'Arganil, Nicolas a perdu du terrain en fin d'étape et est retombé en cinquième position derrière la BMW d'Achim Warmbold et la Fiat de Raffaele Pinto, bien revenu. Les difficultés du parcours ont fait de nombreuses victimes, et on enregistre vingt-cinq abandons au cours de cette troisième étape, dont celui d'Ove Andersson dont la Toyota Celica est violemment sortie de la route près de Freita. Si le Suédois est indemne, son copilote Jean Todt est blessé, deux côtes cassées. Pinto, qui s’est alors arrêté pour porter secours à l'équipage, a tout d'abord été pénalisé de trois minutes au contrôle horaire suivant, mais les organisateurs ont finalement annulé sa pénalité, avec l'approbation de tous les autres pilotes.
| Pos. | Pilote                 | Copilote            | Voiture              | Temps           | Écart         | Groupe |
| ---- | ---------------------- | ------------------- | -------------------- | --------------- | ------------- | ------ |
| 1    | Bernard Darniche       | Alain Mahé          | Alpine A110 1800     | 2 h 43 min 25 s |               | 4      |
| 2    | Jean-Luc Thérier       | Jacques Jaubert     | Alpine A110 1800     | 2 h 45 min 24 s | + 1 min 59 s  | 4      |
| 3    | Achim Warmbold         | John Davenport      | BMW 2002 Tii         | 2 h 45 min 59 s | + 2 min 34 s  | 2      |
| 4    | Jean-Pierre Nicolas    | Michel Vial         | Alpine A110 1800     | 2 h 47 min 51 s | + 4 min 26 s  | 4      |
| 5    | Björn Waldegård        | Hans Thorszelius    | Fiat 124 Rallye 1800 | 2 h 49 min 51 s | + 6 min 26 s  | 4      |
| 6    | Raffaele Pinto         | Arnaldo Bernacchini | Fiat 124 Rallye 1800 | 2 h 50 min 05 s | + 6 min 40 s  | 4      |
| 7    | Alcide Paganelli       | ‘Ninni’ Russo       | Fiat 124 Rallye 1800 | 2 h 50 min 05 s | + 6 min 40 s  | 4      |
| 8    | Tony Fall              | Mike Wood           | Volkswagen 1303 S    | 2 h 52 min 19 s | + 8 min 54 s  | 2      |
| 9    | Leif Asterhag          | Anders Gullberg     | BMW 2002 Tii         | 2 h 53 min 28 s | + 10 min 03 s | 2      |
| 10   | Francisco Romãozinho   | José Bernardo       | Citroën DS 23        | 2 h 57 min 33 s | + 14 min 08 s | 2      |
| 11   | Harry Källström        | Claes Billstam      | Volkswagen 1303 S    | 2 h 58 min 03 s | + 14 min 38 s | 2      |
| 12   | Américo da Silva Nunes | António Morais      | Porsche Carrera      | 2 h 58 min 25 s | + 15 min 00 s | 4      |

#### Quatrième étape: Viana do Castelo - Estoril
Avec près de mille cinquante kilomètres et quinze tronçons chronométrés, principalement sur terre, la dernière étape est la plus longue. Les deux tiers vont se dérouler de nuit. Au départ de Viana, le vendredi 17 mars, quarante-trois concurrents restent en course. Premier au classement général, Bernard Darniche est le premier à s'élancer, à 13 heures 30. Avec près de deux minutes d'avance sur son coéquipier Jean-Luc Thérier, il peut désormais contrôler la course et éviter la prise de risques inutiles pour amener son Alpine à bon port. Toutefois, après une première épreuve spéciale enlevée par la Fiat de Björn Waldegård, peu menaçant au classement général, les deux pilotes français alignent à nouveau les meilleurs temps. Au départ de l'épreuve de Senohra de Graça, Darniche compte encore plus d'une minute et demie d'avance et ne peut plus être battu à la régulière, mais au milieu du tronçon l'Alpine crève à l'arrière. Il reste alors une quinzaine de kilomètres à parcourir et Darniche décide de continuer sur la jante. À l'arrivée du secteur, il a perdu une minute et quarante secondes, et Thérier prend la tête de la course. Plus grave, le différentiel a souffert, et Darniche va concéder régulièrement du terrain avant de se résoudre à abandonner. Thérier a désormais course gagnée, d'autant qu'Achim Warmbold est également contraint à l'abandon, sa BMW ayant le train avant ouvert. Hécatombe aussi chez Fiat, Waldegård étant sorti de la route, tandis que Paganelli et Raffaele Pinto ont été victimes d'ennuis mécaniques. Jean-Pierre Nicolas accède à la seconde place, il est trop loin pour inquiéter son coéquipier qui remporte l'épreuve avec une avance confortable. Derrière les deux Alpine, c'est le pilote portugais Francisco Romãozinho qui profite des nombreux abandons pour accéder à la troisième place sur sa DS 23, remportant le groupe 2. Auteur du meilleur temps dans les deux dernières spéciales, le Portugais Luis Netto termine quatrième sur une Fiat privée et permet au constructeur italien de prendre la seconde place au championnat des constructeurs derrière Alpine-Renault, largement en tête du classement.

### Classements intermédiaires
Classements intermédiaires des pilotes après chaque épreuve spéciale.

### Classement général
| Pos | no | Pilote                 | Copilote        | Voiture              | Temps           | Écart             | Groupe |
| --- | -- | ---------------------- | --------------- | -------------------- | --------------- | ----------------- | ------ |
| 1   | 5  | Jean-Luc Thérier       | Jacques Jaubert | Alpine A110 1800     | 5 h 42 min 16 s |                   | 4      |
| 2   | 1  | Jean-Pierre Nicolas    | Michel Vial     | Alpine A110 1800     | 5 h 48 min 57 s | + 6 min 41 s      | 4      |
| 3   | 20 | Francisco Romãozinho   | José Bernardo   | Citroën DS 23        | 6 h 07 min 48 s | + 25 min 32 s     | 2      |
| 4   | 15 | Luís Netto             | Manuel Coentro  | Fiat 124 Rallye 1800 | 6 h 10 min 40 s | + 28 min 24 s     | 4      |
| 5   | 19 | Américo da Silva Nunes | António Morais  | Porsche Carrera      | 6 h 17 min 00 s | + 34 min 44 s     | 4      |
| 6   | 14 | António Borges         | António Lemos   | Alpine A110 1800     | 6 h 41 min 00 s | + 58 min 44 s     | 4      |
| 7   | 25 | ‘Mêquêpê’              | Jorge Amaral    | Opel Ascona          | 6 h 51 min 40 s | + 1 h 09 min 24 s | 1      |
| 8   | 58 | António Martorell      | Augusto Roxo    | Opel Ascona          | 6 h 56 min 09 s | + 1 h 13 min 53 s | 1      |
| 9   | 52 | Hans Britth            | Hans Reppling   | Ford Capri 2600      | 7 h 04 min 47 s | + 1 h 22 min 31 s | 2      |
| 10  | 16 | Giovanni Salvi         | Barbosa Gama    | Porsche 911 S        | 7 h 05 min 24 s | + 1 h 23 min 08 s | 4      |

### Hommes de tête
- ES1 à ES13 :  Bernard Darniche -  Alain Mahé (Alpine A110 1800)
- entre ES13 et ES14 :  Jean-Luc Thérier -  Jacques Jaubert (Alpine A110 1800)
- ES14 à ES23 :  Bernard Darniche -  Alain Mahé (Alpine A110 1800)
- ES24 à ES32 :  Jean-Luc Thérier -  Jacques Jaubert (Alpine A110 1800)

### Vainqueurs d'épreuves spéciales
- Bernard Darniche -  Alain Mahé (Alpine A110 1800) : 13 spéciales (ES 1, 4, 6, 9 à 16, 22 et 23)
- Jean-Luc Thérier -  Jacques Jaubert (Alpine A110 1800) : 13 spéciales (ES 2, 3, 7, 8, 19, 20, 23, 24 et 26 à 30)
- Luís Netto -  Manuel Coentro (Fiat 124 Rallye 1800) : 2 spéciales (ES 31 et 32)
- Alcide Paganelli -  ‘Ninni’ Russo (Fiat 124 Rallye 1800) : 1 spéciale (ES 5)
- Leif Asterhag -  Anders Gullberg (BMW 2002) : 1 spéciale (ES 17)
- Björn Waldegård -  Hans Thorszelius (Fiat 124 Rallye 1800) : 1 spéciale (ES 18)
- Jean-Pierre Nicolas -  Michel Vial (Alpine A110 1800) : 1 spéciale (ES 25)

## Résultats des principaux engagés
| no | Pilote                  | Copilote              | Voiture              | Groupe | Class. général                             | Class. groupe | Commentaire                  |
| -- | ----------------------- | --------------------- | -------------------- | ------ | ------------------------------------------ | ------------- | ---------------------------- |
| 1  | Jean-Pierre Nicolas     | Michel Vial           | Alpine A110 1800     | 4      | 2e à 6 min 41 s                            | 2e            | 2 min de pénalité (2e étape) |
| 2  | Alcide Paganelli        | ‘Ninni’ Russo         | Fiat 124 Rallye 1800 | 4      | ab. dans ES26 (joint de culasse)           | -             |                              |
| 3  | Bernard Darniche        | Alain Mahé            | Alpine A110 1800     | 4      | ab. dans ES26 (différentiel autobloquant)  | -             |                              |
| 4  | Björn Waldegård         | Hans Thorszelius      | Fiat 124 Rallye 1800 | 4      | ab. dans ES21 (accident)                   | -             |                              |
| 5  | Jean-Luc Thérier        | Jacques Jaubert       | Alpine A110 1800     | 4      | 1er                                        | 1er           | 2 min de pénalité (2e étape) |
| 6  | Raffaele Pinto          | Arnaldo Bernacchini   | Fiat 124 Rallye 1800 | 4      | ab. dans ES25 (suspension arrière)         | -             |                              |
| 7  | Chris Slater            | Bob de Jong           | Datsun 240 Z         | 4      | ab. dans 4e étape (suspension)             | -             |                              |
| 8  | Achim Warmbold          | John Davenport        | BMW 2002 Tii         | 2      | ab. après ES25 (train avant ouvert)        | -             |                              |
| 9  | Ove Andersson           | Jean Todt             | Toyota Celica        | 2      | ab. dans ES14 (accident)                   | -             |                              |
| 10 | Harry Källström         | Claes Billstam        | Volkswagen 1303 S    | 2      | ab. après ES25 (carburateur)               | -             |                              |
| 11 | Tony Fall               | Mike Wood             | Volkswagen 1303 S    | 2      | ab. dans ES24 (suspension)                 | -             |                              |
| 12 | Claude Laurent          | Christian Delferrier  | Daf 55               | 2      | 12e à 1 h 39 min 35 s                      | 3e            | 30 min de pénalité           |
| 14 | António Borges          | António Lemos         | Alpine A110 1800     | 4      | 6e à 58 min 44 s                           | 5e            | 13 min de pénalité           |
| 15 | Luís Netto              | Manuel Coentro        | Fiat 124 Rallye 1800 | 4      | 4e à 28 min 24 s                           | 3e            | 5 min de pénalité            |
| 16 | Giovanni Salvi          | Barbosa Gama          | Porsche 911 S        | 4      | 10e à 1 h 23 min 08 s                      | 6e            | 18 min de pénalité           |
| 17 | Mário Figueiredo        | Carlos Barata         | Fiat 124 Rallye 1800 | 4      | ab. (accident)                             | -             |                              |
| 18 | António Carlos Oliveira | Barata                | Datsun 240 Z         | 4      | ab. (suspension)                           | -             |                              |
| 19 | Américo da Silva Nunes  | António Morais        | Porsche Carrera      | 4      | 5e à 34 min 44 s                           | 4e            | 8 min de pénalité            |
| 20 | Francisco Romãozinho    | José Bernardo         | Citroën DS 23        | 2      | 3e à 25 min 32 s                           | 1er           | 4 min de pénalité            |
| 25 | ‘Mêquêpê’               | Jorge Amaral          | Opel Ascona          | 1      | 7e à 1 h 09 min 24 s                       | 1er           | 16 min de pénalité           |
| 27 | Richard Bochnicek       | Sepp-Dieter Kernmayer | Citroën DS 23        | 2      | ab. dans 4e étape (embrayage)              | -             |                              |
| 34 | Georg Fischer           | Hans Siebert          | Volkswagen 1303 S    | 2      | ab. dans 3e étape (boîte de vitesses)      | -             |                              |
| 35 | Marie-Claude Beaumont   | Christine Giganot     | Opel Ascona          | 1      | ab. dans 3e étape (triangle de suspension) | -             |                              |
| 36 | Herbert Grünsteidl      | Georg Hopf            | Volkswagen 1303 S    | 2      | ab. dans 3e étape (accident)               | -             |                              |
| 42 | Leif Asterhag           | Anders Gullberg       | BMW 2002 Tii         | 2      | ab. dans ES23 (sortie)                     | -             |                              |
| 52 | Hans Britth             | Hans Reppling         | Ford Capri 2600      | 2      | 9e à 1 h 22 min 31 s                       | 2e            | 18 min de pénalité           |
| 58 | António Martorell       | Augusto Roxo          | Opel Ascona          | 1      | 8e à 1 h 13 min 53 s                       | 2e            | 20 min de pénalité           |

## Classement du championnat à l'issue de la course
- attribution des points : 20, 15, 12, 10, 8, 6, 4, 3, 2, 1 respectivement aux dix premières marques de chaque épreuve (sans cumul, seule la voiture la mieux classée de chaque constructeur marque des points)
- seuls les huit meilleurs résultats (sur treize épreuves) sont retenus pour le décompte final des points[9].

| Pos. | Marque         | Points | M-C | SUE | POR | SAF | MAR | ACR | POL | FIN | AUT | SAN | PRE | RAC | COR |
| ---- | -------------- | ------ | --- | --- | --- | --- | --- | --- | --- | --- | --- | --- | --- | --- | --- |
| 1    | Alpine-Renault | 52     | 20  | 12  | 20  |     |     |     |     |     |     |     |     |     |     |
| 2    | Fiat           | 22     | 4   | 8   | 10  |     |     |     |     |     |     |     |     |     |     |
| 3    | Saab           | 20     | -   | 20  | -   |     |     |     |     |     |     |     |     |     |     |
| 4    | Lancia         | 13     | 3   | 10  | -   |     |     |     |     |     |     |     |     |     |     |
| 5    | Citroën        | 12     | -   | -   | 12  |     |     |     |     |     |     |     |     |     |     |
| 5=   | Ford           | 12     | 10  | -   | 2   |     |     |     |     |     |     |     |     |     |     |
| 7    | Porsche        | 8      | -   | -   | 8   |     |     |     |     |     |     |     |     |     |     |
| 8    | Volkswagen     | 6      | -   | 6   | -   |     |     |     |     |     |     |     |     |     |     |
| 9    | Opel           | 5      | -   | 1   | 4   |     |     |     |     |     |     |     |     |     |     |
| 10   | BMW            | 4      | -   | 4   | -   |     |     |     |     |     |     |     |     |     |     |
| 11   | Škoda          | 3      | -   | 3   | -   |     |     |     |     |     |     |     |     |     |     |
| 12   | Datsun         | 2      | 2   | -   | -   |     |     |     |     |     |     |     |     |     |     |
| 12=  | Volvo          | 2      | -   | 2   | -   |     |     |     |     |     |     |     |     |     |     |